# بارتون بيرنستاين
بارتون بيرنستاين (بالإنجليزية: Barton Bernstein)‏ هو مؤرخ أمريكي، ولد في 1936.